# Semaine du cheval de Rabat
La Semaine du cheval de Rabat (Oussbou3ou lfarass) est un événement consacré aux sports équestres, sous le haut patronage de Sa Majesté Mohammed VI, et organisé chaque année en juillet à Rabat par la Fédération royale marocaine des sports équestres. Il constitue le championnat national marocain pour les épreuves de tbourida, saut d'obstacles, dressage et endurance.

## Histoire
La semaine du cheval de Rabat est créée par la princesse Lalla Amina, en 1980.
Durant la 31e édition, celle de 2015, S.A.R. le Prince Moulay Rachid passe en revue un détachement des forces auxiliaires en présence des ministres Mohamed Hassad, et Mohand Laenser, du Général Hosni Benslimane, et du gouverneur de la préfecture de Rabat, Abdelouafi Laftit. Il assiste ensuite au Grand Prix de S.M. le Roi Mohammed VI de saut d'obstacles, et remet les trois médailles de récompense aux vainqueurs.
La 34e édition s'est tenue en 2018.

## Description
Organisée sous le haut patronage de Sa Majesté le roi du Maroc Mohammed VI, sur l'espace hippique Royal complexe des sports équestres et tbourida de Dar Es-Salam, la Semaine du cheval de Rabat est l'occasion des championnats nationaux du Maroc en saut d'obstacles, en dressage et en endurance. Cette compétition est aussi l'occasion de remettre le trophée Hassan II des arts équestres traditionnels, récompensant la meilleure sorba (équipe) de tbourida. Les prix sont remis aux vainqueurs par le président de la Fédération royale marocaine des sports équestres.
En plus de ces compétitions, un village enfants est proposé, ainsi que des ateliers et des spectacles.
L’événement est organisé par la Fédération royale marocaine des sports équestres, qui a mis en place (en 2017 et 2018) des navettes de bus gratuites à la disposition du public à Rabat, Salé et Témara, ainsi qu'une transmission des compétitions en streaming sur son site internet.
L’événement est surnommé Oussbou3ou lfarass par les initiés.

## Résultats

### 2015
- Grand Prix de saut d'obstacles SM le Roi Mohammed VI : vainqueur Ali Al Ahrach sur Fiston, second Abdeslam Bennani Smires sur Mowgli des Plains, troisième Ghali Boukaa sur Cool Running[2].

### 2018
- Grand Prix de saut d'obstacles SM le Roi Mohammed VI : vainqueur Ghali Boukaa sur Cool Running, second Amine Sajid sur Deer Hunter, troisième Lamia Laraqui sur Cancelara[6].
- Prix de saut d'obstacles SAR le Prince Héritier Moulay El Hassan : vainqueur Anas Jabbour sur Thetis du Galet, second Jad Guerraoui sur Zagara Z, troisième Saber Pereira sur Eline[6].
- Championnat du Maroc militaire « A » : vainqueur Lieutenant-colonel Zacaria Boubouh de la Garde royale marocaine, sur Caruso, second Capitaine Adil Azzi sur Tanagra De Groom, troisième Commandant Omar Assili sur Charmentino[6].

## Rayonnement
La Semaine du cheval de Rabat constitue le « point d'orgue » de la saison en matière de sports équestres marocains, et réunit les meilleurs cavaliers nationaux marocains. Le championnat national de tbourida est généralement le moment le plus attendu de cette série de compétitions.